# Schmilau
Schmilau est une commune allemande du Schleswig-Holstein, située dans l'arrondissement du duché de Lauenbourg (Kreis Herzogtum Lauenburg), à quatre kilomètres au sud de la ville de Ratzebourg. Schmilau fait partie de l'Amt Lauenburgische Seen (« lacs lauenbourgeois ») qui regroupe 25 communes autour de Ratzebourg.